# Eupithecia recentissima
Eupithecia recentissima är en fjärilsart som beskrevs av András Vojnits 1982. Eupithecia recentissima ingår i släktet Eupithecia och familjen mätare. Inga underarter finns listade i Catalogue of Life.